# Euan McCabe
Euan McCabe (23 ottobre 2005) è un tuffatore britannico.

## Biografia
Agli europei di nuoto di Belgrado 2024 ha ottenuto la medaglia di bronzo nel sincro 10 m, gareggiando al fianco di Ben Cutmore.

## Palmarès
| Anno | Manifestazione              | Sede     | Evento           | Risultato | Prestazione | Note |
| ---- | --------------------------- | -------- | ---------------- | --------- | ----------- | ---- |
| 2022 | Mondiali giovanili di tuffi | Montréal | Piattaforma 10 m | 11º       | 432,70 p.   |      |
| 2022 | Mondiali giovanili di tuffi | Montréal | Sincro 10 m      | Argento   | 298,74 p.   |      |
| 2024 | Europei                     | Belgrado | Sincro 10 m      | Argento   | 350,70 p.   |      |